# Werner Sauerwein
Werner Sauerwein (* 8. Mai 1921 in Trier; † 7. Februar 2014 in Konstanz) war der erste in Deutschland zugelassene Anästhesist.

## Leben
Werner Sauerwein war der Sohn des Dentisten Peter Sauerwein und seiner Ehefrau Eva Clasen. 1939 machte er sein Abitur an der Kahlkuschen Oberschule in Oberkassel. 1940 nahm er das Studium der Medizin in Bonn auf, musste aber bereits im Frühjahr 1941 im Rahmen des Zweiten Weltkriegs zur Wehrmacht und wurde in der damaligen Sowjetunion verwundet. 1942 konnte er in Heidelberg sein Studium fortsetzen. Im Wintersemester 1943/44 arbeitete er im anatomischen Institut der Ruprecht-Karls-Universität Heidelberg, ehe er im Januar 1945 an die Ostfront versetzt wurde.
Nach dem Zweiten Weltkrieg konnte er im Dezember 1945 das Studium und die Arbeit im Institut in Heidelberg wieder aufnehmen und 1947 das Studium der Medizin abschließen. Im gleichen Jahr wurde er mit seiner Dissertation Über die Befestigung des Plexus brachialis an den Foramina intervertebralia der Halswirbelsäule promoviert.
Am 20. März 1948 heiratete er Inge Sauerwein, geb. Walter in Saarbrücken. Werner Sauerwein schloss 1949/50 in Lyon die Ausbildung zum Facharzt der Anästhesie ab. Ab 1950 arbeitete er zunächst als Assistenzarzt unter Fritz Hesse im heutigen Klinikum Saarbrücken und wurde beauftragt, für das damals noch unabhängige Saarland eine Anästhesie- und Beatmungszentrale aufzubauen.
Am 27. Mai 1953 erhielt Werner Sauerwein die Facharztanerkennung als Anästhesist und war somit der erste zugelassene Anästhesist in Deutschland. Er war Gründungsmitglied der Deutschen Gesellschaft für Anästhesiologie und Intensivmedizin.
1986 ging er in den Ruhestand.

## Veröffentlichungen
- Über die Befestigung des Plexus brachialis an den Foramina intervertebralia der Halswirbelsäule. Dissertation, Heidelberg 1947.
- mit Fritz Hesse: Kleines Narkosebuch. 10. neubearb. Auflage. Verlag J. A. Barth, Leipzig 1967.
- Über Curare und seine Anwendung in der Narkose. In: Zentralblatt für Chirurgie. Band 75, 1950, S. 1110. (Auszug)